# Ekkehard Schmidt
Ekkehard Schmidt (* 26. Mai 1942 in Berlin; † 11. März 2020 ebenda) war ein deutscher Politiker (CDU).
Schmidt besuchte eine Oberschule mit der Fachschulreife und machte zunächst eine Lehre als Kfz-Mechaniker, die er 1959 mit der Gesellenprüfung abschloss. 1962 wurde er Ingenieur für allgemeinen Maschinenbau und 1973 technischer Betriebswirt. Anschließend arbeitete er bei der Schindler Aufzügefabrik GmbH.
1970 trat Schmidt der CDU bei. Bei der Berliner Wahl 1975 wurde er in die Bezirksverordnetenversammlung im Bezirk Spandau gewählt. Bei der folgenden Wahl 1979 wurde er in das Abgeordnetenhaus von Berlin gewählt. 1990 konnte Schmidt das Direktmandat für den Wahlkreis Spandau 7 gewinnen. 1995 schied er aus dem Parlament aus. 
Er war Mitglied im Bund der Freimaurer.